# Alan Haworth
Alan Joseph Gordon Haworth (* 1. September 1960 in Drummondville, Québec) ist ein ehemaliger kanadischer Eishockeyspieler und derzeitiger -trainer. Während seiner Karriere spielte er für die Buffalo Sabres, Washington Capitals und Québec Nordiques in der National Hockey League. Sein Vater Gord und sein Bruder Carey waren ebenfalls professionelle Eishockeyspieler.

## Karriere
Alan Haworth spielte zunächst für Drummondville Olympique in einer unterklassigen kanadischen Juniorenliga. Ab 1976 stand der Angreifer in der Québec Major Junior Hockey League im Einsatz. Zunächst ging er zwei Jahre für die Chicoutimi Saguenéens aufs Eis, bevor Haworth seine Laufbahn bei den Sherbrooke Castors fortsetzte. Während dieser Zeit wurde er beim NHL Entry Draft 1979 in der fünften Runde an insgesamt 95. Position von den Buffalo Sabres ausgewählt. Für die Sabres stand der Kanadier erstmals am 29. Oktober 1980 in der National Hockey League auf dem Eis, als Haworth in der Begegnung gegen die Pittsburgh Penguins zum Einsatz kam. Es gelang ihm eine gute Rookiesaison mit 36 Scorerpunkten aus 49 Spielen der regulären Saison. Nachdem er in der Saison 1980/81 unter anderem mit Gilbert Perreault in einer Reihe gespielt hatte, agierten in der darauffolgenden Spielzeit Tony McKegney und Dale McCourt mit ihm in einer Reihe. Während seiner Zeit bei den Sabres spielte Haworth zumeist auf der Position des rechten Flügels. Bei seinem späteren Engagement mit den Washington Capitals war der Kanadier hingegen als linker Flügelspieler aktiv und agierte dort zeitweise auch als Center. Neben Einsätzen bei den Sabres sammelte der Angreifer auch Spielpraxis bei deren Farmteam, die Rochester Americans, in der American Hockey League.
Im Juni 1982 wurde er in einem Tauschhandel an die Washington Capitals abgegeben. Fünf Jahre in Folge stand er dort ununterbrochen im NHL-Kader und erreichte in der Saison 1985/86 mit 73 Punkten in der regulären Saison seinen Karrierebestwert. Nach fünf Saisons in der Hauptstadt wurde er im Juni 1987 gemeinsam mit Gaétan Duchesne und einem Erstrunden-Wahlrecht im NHL Entry Draft 1987 für Clint Malarchuk und Dale Hunter zu den Québec Nordiques transferiert. Für die Nordiques absolvierte Haworth eine Spielzeit, bevor er sich entschied die NHL zu verlassen. Insgesamt erzielte er in 524 NHL-Spielen der regulären Saison 189 Tore und 211 Assists.
Haworth wechselte anschließend zum SC Bern in die Nationalliga A und spielte dort von 1989 bis 1992, danach beendete er seine Spielerkarriere. In den Jahren 1989 bis 1991 stand er dreimal im Playoff-Finale gegen den HC Lugano und gewann dieses zwei Mal. In seiner letzten Saison wurde er im Jahre 1992 zum dritten Mal Meister mit dem SCB, dank einem Finalsieg über Fribourg-Gottéron.
Am 1. Dezember 2002 wurde Haworth Cheftrainer beim Schweizer NLB-Club EHC Olten. Auf die Saison 2003/04 kehrte er zu seinem früheren Stammclub SC Bern zurück und übernahm die Funktion als Assistenztrainer. In seiner ersten Saison wurde er in der Schweizer Bundesstadt Meister. In der folgenden Saison 2004/05 wurde der Kanadier zum Cheftrainer befördert, bevor er im November 2004 beim damaligen amtierenden Meister seines Amtes enthoben wurde. Es folgten Engagements in derselben Position beim österreichischen Erstligisten HC Innsbruck und Thetford Mines Isothermic in der Ligue Nord-Américaine de Hockey, ehe der Kanadier zur Saison 2009/10 als Scout bei den Washington Capitals anheuerte.

## Erfolge und Auszeichnungen
- 1989 Schweizer Meister mit dem SC Bern
- 1991 Schweizer Meister mit dem SC Bern
- 1990 NLA All-Star-Team
- 1992 Schweizer Meister mit dem SC Bern
- 2004 Schweizer Meister mit dem SC Bern (als Assistenztrainer)